# Knox (Indiana)
Knox település az Amerikai Egyesült Államok Indiana államában, Starke megyében, melynek megyeszékhelye is. Lakosainak száma 3662 fő (2020. április 1.).

## Népesség
A település népességének változása:

| 2010 | 3 704 |
| 2020 | 3 662 |